# Aquarana grylio
La rana cerdo, Aquarana grylio  (Lithobates grylio) es una especie de anfibio anuro de la familia Ranidae.

## Distribución geográfica
Esta especie es originalmente endémica del sureste de los Estados Unidos. Habita en el sureste de Carolina del Sur, el sur de Georgia, Florida, el sur de Alabama, el sur de Misisipi, Luisiana y el noreste de Texas.
Fue introducido en Puerto Rico, las Bahamas y la República Popular China. En China se la usa como alimento.
Esta especie vive en lagos permanentes, estanques, pantanos y arroyos.

## Descripción
Lithobates grylio mide de 8.2 a 16.5 cm. La hembra es más grande que el macho. Su aspecto general es una reminiscencia de la rana toro, pero con una cabeza más fina y puntiaguda. Su color varía desde el olivo hasta el marrón oscuro con manchas oscuras. Su vientre es de color pálido, de blanco a amarillo claro con un patrón marrón o negro en la raíz de los muslos. El macho se distingue de la hembra por su brillante garganta amarilla.

## Reproducción
La temporada de cría comienza a fines de mayo hasta agosto. La hembra puede poner hasta 10 000 huevos que eclosionan después de 2 o 3 días. Los renacuajos pueden crecer hasta 100 mm al final de su desarrollo, que dura un año o más (especialmente en la parte norte de su distribución).

## Publicación original
- Stejneger, 1901 : A new species of bullfrog from Florida and the Gulf Coast. Proceedings of the United States National Museum, vol. 24, p. 211-215[5]